# Фабер, Сандра
Са́ндра Фа́бер (англ. Sandra Faber; род. 1944, Бостон) — американский астроном и астрофизик. Доктор философии (1972), эмерит-профессор Калифорнийского университета в Санта-Крузе, где трудится с 1972 года, член НАН США (1985) и Американского философского общества (2001). Удостоена Национальной научной медали (2011). Clarivate Citation Laureate (2018).
В 1966 году окончила бакалавриат по физике в Суортмор-колледже. Степень доктора философии по астрономии получила в Гарвардском университете в 1972 году. С того же года работает в Калифорнийском университете в Санта-Крузе, с 1995 года профессор.
Член Американской академии искусств и наук (1989).
Подписала «Предупреждение учёных человечеству» (1992).
Научные интересы лежат в области исследования механизмов образования и эволюции галактик и эволюции крупномасштабной структуры Вселенной. Выдвинула теорию о холодной тёмной материи.
Опубликовала порядка 440 работ и имеет около 30,5 тыс. ссылок на них, индекс Хирша > 87.

## Отличия
- 1978 — Премия Барта Бока, Гарвардский университет
- 1986 — Премия Дэнни Хайнемана в области астрофизики, Американское астрономическое общество
- 2006 — Медаль Столетия Высшей школы искусств и наук Гарвардского университета[англ.]
- 2009 — Премия Боуэра, Институт Франклина[4]
- 2009 — Признана женщиной года в Калифорнии[5]
- 2011 — Премия Генри Норриса Рассела, наиболее почётная награда Американского астрономического общества
- 2011 — Национальная научная медаль США в номинации «Физические науки»
- 2012 — Медаль Кэтрин Брюс
- 2012 — Медаль Карла Шварцшильда, высшая награда Астрономического общества Германии
- 2012 — Силлимановская лекция
- Fellows Medal, высшее отличие California Academy of Sciences (2016)
- Премия Грубера по космологии (2017)
- Clarivate Citation Laureate (2018)
- Magellanic Premium Американского философского общества (2018)[6]
- Золотая медаль Королевского астрономического общества (2020)